# Доге
Доге (англ. Doge, /ˈdoʊʒ/; иногда также /ˈdoʊdʒ/, /ˈdɒɡi/, /ˈdɒɡeɪ/, /ˈdoʊɡeɪ/ или /ˈdɒɡ/) — интернет-мем, впервые ставший популярным в 2013 году. Обычно содержит фотографию собаки породы сиба-ину по имени Кабосу, часто — с текстом на фотографии, набранным в Comic Sans MS с использованием различных цветов. Текст записывается на ломаном английском, используя формат «such X» (с англ. — «такой X»), «many X» (с англ. — «много X»), «very X» (с англ. — «очень X») и «so X» (с англ. — «так X»). Также обычно используется слово «wow».
Более поздние вариации мема с использованием фотографий сиба-ину происходят из блога Shiba Confessions в Tumblr. Тем не менее первое использование намеренно неправильно произносимого «doge» относится к июню 2005 года, когда слово было упомянуто в интернет-сериале Homestar Runner. В августе 2013 года изображения с мемом часто публиковались на сабреддит r/MURICA пользователями имиджборды /b/ в 4chan. Поиск термина doge в Google Trends показывает быстрый рост популярности, появившийся в октябре 2013 года и продолжившийся в следующем месяце. В ноябре 2013 года мем получил широкое распространение по всему Интернету. В дальнейшем Google создала пасхальное яйцо: когда doge meme набирается в поисковую строку YouTube, весь текст на сайте отображается в разноцветном Comic Sans MS, похожем на используемый в меме (ныне не работает).
Мем занял 12-е место в списке MTV «50 вещей поп-культуры, за которые мы должны благодарить её» (англ. 50 Things Pop Culture Had Us Giving Thanks For) в 2013 году. Io9 сравнила формат текста, используемый в меме, со стилем lolcat. Изображение, обычно ассоциируемое с мемом, изображает собаку породы сиба-ину по имени Кабосу и взято из блога документирования ежедневной активности этой собаки. Произношение слова doge имеет несколько вариантов, что привело к спорам о правильности того или иного варианта. 13 декабря 2013 года doge был назван «лучшим мемом» 2013 года сайтом Know Your Meme.
В декабре 2013 года была анонсирована криптовалюта Dogecoin, став первой в своём роде, которая базируется на интернет-меме.
В конце декабря 2013 года материал в стиле мема выпустили члены Конгресса США.
В мае 2020 года в Интернете начал распространяться новый мем «Качок Доге и Чимс», который использовали в тех случаях, когда сравнивают одно и то же явление в прошлом и настоящем.
24 мая 2024 года Сато объявила о смерти Кабосу в своём блоге и на странице X (ранее Twitter), посвящённой собаке.
12 ноября 2024 года Дональд Трамп объявил о намерении создать Департамент эффективности правительства (англ. Department of Government Efficiency) (DOGE). Трамп заявил, что работа этого подразделения начнется не позднее 4 июля 2026 года, в 250-ю годовщину подписания Декларации независимости США, т.е., ~1.5 года после последней правки этой статьи. 
Название департамента (DOGE) является обратным акронимом, отсылающим как к интернет-мему «Doge», так и к криптовалюте Dogecoin, связанной с этим мемом и поддерживаемой Маском. 20 января 2025 года Трамп подписал указ о создании департамента (DOGE), руководить которым будет американский предприниматель Илон Маск.